# Castillo de Koromo
El castillo de Koromo (挙母城, Koromo-jō) fue un castillo japonés sito en Toyota, Prefectura de Aichi, Japón. 
A finales del periodo Edo, el castillo de Koromo era la sede del clan Naitō, daimios del Dominio de Koromo. El castillo era también conocido como Shichishū-jō (七州城).

## Historia
Durante el periodo Kamakura se construyó una fortificación cerca del actual emplazamiento del castillo de Koromo. La región fue disputada en el periodo Sengoku entre el clan Imagawa y el clan Oda. Después del establecimiento del shogunato Tokugawa, al clan Miyake, procedente de Tahara, se le permitió regresar a la Provincia de Mikawa y se le asignó un dominio de 10.000 koku. En 1600, Miyake Yasusada construyó una residencia fortificada (jin'ya) que estaba situada a aproximadamente un kilómetro de distancia de la fortificación original, y plantó cerezos a su alrededor, de ahí su apodo "Sakura-jō" (桜城) (el "castillo de los cerezos").
En 1749 se le asignó el Dominio de Koromo al clan Naitō, y Naitō Masamitsu fue transferido de la Provincia de Kōzuke. Dado que su estatus le permitía construir un castillo, erigió una pequeña torre del homenaje con dos torres (yagura) y varias puertas de vigilancia en el monte Doji, cerca de la residencia de Miyake en 1782. El nuevo castillo estaba protegido en uno de sus lados por el río Yasaku. Desde la parte superior de la torre del homenaje se podían ver siete provincias (Mikawa, Owari, Mino, Shinano, Tōtōmi, Ise y Omi) y por ello al castillo se le llamó "Shichishū-jō" (七州城) (el "castillo de las siete provincias").

### El castillo hoy
El clan Naitō residió en el dominio hasta la restauración Meiji, momento en el que el castillo fue desmantelado siguiendo las directrices del gobierno. Posteriormente, el emplazamiento del castillo se usó para ubicar un instituto de secundaria, el Museo de Arte de la Ciudad de Toyota y un parque. Se conservan restos de los fosos del castillo. La torre de la esquina es una reconstrucción del año 1959.